# Baur
Baur es una empresa carrocera alemana afincada en Stuttgart y que ha estado construyendo descapotables BMW desde los años 30. Actualmente, se encarga de los trabajos de ensamblaje para IVM Automotive, miembro de Ed Group. Esta empresa disfruta de una excelente reputación por su calidad y a menudo suele trabajar en prototipos para diferentes marcas como Porsche, Audi o Ford.
La familia Baur recibió la patente por el diseño de una capota plegable para automóviles de lujo mientras BMW comenzaba la construcción de su primer coche, lo que demuestra la gran experiencia de la empresa en el sector.
Baur fue fundada en 1910 y se mantuvo hasta 1998, momento en el que quebró. Sin embargo es absoribida en 1999 por IVM Automotive. Produjo, entre otros, 1682 1600-2 Cabrios, 200 2002 Cabrios, 2597 E110 700 Sport Cabrios y la mayoría de los M1 (después de que Lamborghini no pudiera hacerse cargo de sus obligaciones).
En 1971 empezaron la producción de la versión "targa" (más segura) del BMW 2002, aunque Targa era una marca registrada de Porsche, por lo que tuvieron que llamarlo de otra forma. Más adelante los nuevos modelos estarían disponibles en el mercado a través de los distribuidores oficiales de BMW, de lo cual se benefició el Baur TC1, sobre la base de la nueva Serie 3 E21. Éste fue construido con la autorización completa de la marca y cubierto por la garantía oficial de fábrica. Las versiones con barra antivuelco o "Top Cabrio" (TC) continuó con el Baur TC2, sobre la base del E30, incluso siendo Baur la encargada de desarrollar el diseño del E30 Cabrio fabricado por BMW.
El Opel Kadett C Aero fue producido entre 1976 y 1978, con un techo de Baur.
Luego estaba el Baur TC3 de 1987, cuyo desarrollo fue paralizado por la producción del BMW Z1, para no rivalizar con él en un mismo mercado.
A pesar de que BMW ya contaba con sus propios descapotables E36, el Baur TC4 sobre ésta base estaba todavía disponible, aunque solamente en su versión de 4 puertas con los marcos de las puertas fijos.
Estos coches TC se pueden construir bajo pedido del propietario en cualquier momento, incluso después del período de mercado, proporcionando el consumidor el coche que se desee convertir.
Curiosamente, todos los Porsche 959 fueron producidos por Baur y no por Porsche, en una línea de montaje supervisada por inspectores de la marca de Stuttgart. La mayoría de los pedidos especiales para el interior realizados en cuero fueron realizados también por los trabajadores de Baur.
Durante un tiempo, todos los componentes de suspensión del Audi Quattro que eran específicos para este modelo, fueron producidos por un equipo robot de soldadura en Baur.
En 2002, el Baur G-Cabrio XL, un convertible basado en el Mercedes-Benz Clase G fue presentado en el Salón del Automóvil de Ginebra.